# Jararaca-de-alcatraz
Bothrops alcatraz é uma espécie de réptil da família Viperidae. É endêmica do Brasil, onde pode ser encontrada somente na ilha de Alcatrazes, no litoral do estado de São Paulo.

## Etimologia
O nome Ilha de Alcatrazes, é um epíteto substantivo que refere-se ao nome do pássaro de fragata (Fregata magnificens), pássaro este que possui colônias na Ilha de Alcatrazes,  e captura sua comida através de voos rasantes. Dessa forma, a palavra Alcatraz em árabe significa o mergulhador, associando a ave o nome a ilha foi dado e o nome da jararaca também, denominado Bothrops alcatraz, tendo como nome popular Jararaca-de-Alcatraz.

## Taxonomia e evolução
A Jararaca-de-Alcatraz pertence ao gênero Bothrops e a família Viperidae, foi descrita formalmente por Otávio Marques, Marcio Martins e Ivan Sazima no ano de 2002 na Ilha de Alcatrazes. O isolamento de populações do gênero Bothrops, pode ter ocorrido no período do Pleistoceno nas diversas oscilações do nível do mar, com a última ocorrendo a 11.000 anos atrás. As espécies insulares do sudeste do Brasil se difere das continentais pelo tamanho menor, coloração mais escura, menor número de escamas e o formato diferente dos espinhos do hemipênis. Além disso, a espécie B. alcatraz é grupo irmão da Bothrops jararaca.

## Distribuição geográfica e habitat
Bothrops alcatraz é uma espécie endêmica do Brasil, mais especificamente na Ilha dos Alcatrazes, localizada próximo à costa do município de São Sebastião, litoral norte do estado de São Paulo e região sudeste do país. Sua área de ocorrência é de 1,72 km2, entretanto a sua área de ocupação é menor, porque a espécie só ocupa as áreas com floresta.
Até 15 mil anos atrás, somente as jararacas comuns habitavam a região da ilha, que ainda era ligada ao continente devido ao recuo da água do mar. Quando as águas voltaram a subir (com o fim do último período glacial) e a montanha voltou a ser um arquipélago, as jararacas que ali permaneceram isoladas rapidamente acabaram com os roedores do local - sua principal comida - e tiveram que começar a se alimentar de baratas e lacraias, cujo valor nutritivo menor fez com que as cobras lentamente fossem reduzindo seu tamanho até não atingirem mais do que 50cm - um processo conhecido como especiação alopátrica.

## Biologia e história natural
A Jararaca-de-Alcatraz é uma serpente pequena, comparada ao tamanho médio da Jararaca-da-mata (Bothrops jararaca, Wagler 1830) a qual é referência nacional. A B. alcatraz varia de tamanho, os machos ficam entre 36 cm a 46 cm e variam de 36 cm a 50 cm nas fêmeas.
Apresentam ainda, coloração mais escura, cauda mais curta, cabeça mais longa, escamas cefálicas arredondadas, menor número de escamas infralabiais, menor número de escamas ventrais e subcaudais e, diferem da Jararaca-da-mata no formato dos espinhos do órgão sexual masculino, o chamado hemipênis.
Os filhotes da Jararaca-de-Alcatrazes criados em cativeiro apresentaram na idade adulta, o dobro do tamanho dos pais, apesar de curioso, o estudos ainda não indicam a causa desse fato.

## Comportamento animal
Por ser uma espécie recentemente descrita e também restrita a ilha dos Alcatrazes no litoral do estado de São Paulo as informações sobre o comportamento ainda são escassas, sabe-se que em seu habitat, a Jararaca-de-Alcatrazes é encontrada sob poleiros de aves marinhas, isso pois uma das suas preferências alimentares, a centopeia, é facilmente encontrada nesse ambiente.
A Bothrops alcatraz é mais ativa durante a noite, usando o dia para repouso principalmente sobre troncos caídos, folhas de palmeira e em bromélias no chão da mata.

## Hábitos alimentares
A Jararaca-de-Alcatrazes tem quase que uma dieta restrita, baseando-se de centopeias (Otostigmus sp.) e outros animais ectotérmicos como lacraias, lagartos (Mabuya macrorhyncha e Hemidactylus mabouia) e anfíbios.
Diferente de outras serpentes do gênero Bothrops, a Jararaca-de-Alcatrazes não se alimenta naturalmente de pequenos roedores devido a ausência desses na ilha em que a serpente é endêmica e, também não se alimenta de filhotes dos pássaros devido ao seu tamanho corpóreo.
Em cativeiro, as Bothrops alcatraz alimentam-se de pequenos roedores, mas estudos mostram que essa dieta diferenciada não trouxe grandes diferenças em seu metabolismo e nem outras atividades apesar de outros estudos mostram que provavelmente várias propriedades do veneno de B. alcatraz estão relacionadas a composição de sua dieta base.

## Reprodução
Sabe-se que os indivíduos de Bothrops alcatraz são ovovivíparos e alcançam a maturidade sexual tendo um tamanho corpóreo muito menor do que os indivíduos de B. jararaca. Entretanto, estudos feitos nas fêmeas indicaram que o seu período reprodutivo é bem semelhante ao do gênero Bothrops em geral e se concentram nos meses entre janeiro e maio.
Devido o seu tamanho reduzido e devido ao baixo valor nutritivo e o pequeno porte de suas presas a fecundidade dos indivíduos da Jararaca-de-alcatrazes tende a ser menor, isso vem sendo uma tendência registrada por várias outras espécies de serpentes.

## Conservação da espécie
Segundo a avaliação do Instituto Chico Mendes de Biodiversidade (ICMBIO) na lista vermelha do Estado de São Paulo, a Bothrops alcatraz entrou na categoria CR - criticamente em perigo.
De acordo com a última avaliação global em 2004 da União Internacional de Conservação da Natureza (IUCN), a Bothrops alcatraz se encontra criticamente ameaçada de extinção, embora a sua tendência populacional esteja estável.

## Principais ameaças
A Marinha do Brasil há anos usa a ilha como local de treinamento para tiros de canhão, esse hábito diminui a extensão de hábitat da B. alcatraz por conta dos eventuais incêndios causados pelo atrito dos tiros nos paredões rochosos. Esses incêndios geram perda de habitat (pelo fogo) e facilitam a expansão da vegetação exótica invasora, principalmente as gramíneas.

## Presença em unidades de conservação
A espécie não se encontra em Unidades de Conservação, todavia o Ministério do Meio Ambiente e o Ministério da Defesa junto do ICMBIO sugere desde o ano de 2011 que a Ilha de Alcatrazes seja incluída na Unidade de Conservação mais próxima. Além da sugestão de cancelar os treinos de tiro de canhão no local, por conta de seus grandes impactos.

## Uso medicinal do veneno
Sabe-se que o gênero Bothrops é referência na área da saúde quanto ao uso medicinal e epidemiológico dos componentes do seu veneno. A espécie B. alcatraz é um novo destaque para estas áreas. Visto que é uma serpente que se encontra apenas na ilha de Alcatrazes, sua alimentação é limitada e  adaptada ao ambiente em que vive, portanto, na composição de seu veneno encontrou -se diferenças comparando-o  ao veneno da jararaca (Bothrops jararaca).
Com relação ao potencial do veneno de Bothrops alcatraz  foi constatado que, na  preparação do neuro músculo biventer cervicis da ave pintainho, houve um bloqueio total e sem volta desse neuromuscular. Por outro lado, foi possível amenizar os efeitos bloqueadores do veneno de Bothrops alcatraz  utilizando o antiveneno botrópico comercial,  Esse alívio do efeito bloqueador foi conseguido a partir de uma proporção muito específica do antiveneno.  

## Mitos populares
Com relação às lendas  populares sobre as jararacas de modo geral, os mais conhecidos na cultura popular são os mitos de que essas serpentes podem hipnotizar ratos e sapos para então, poder matá-los com seu veneno e comê-los. Esse mito também engloba diversas outras serpentes peçonhentas do Brasil.
Existe uma lenda específica sobre a jararaca-ilhoa (Bothrops insularis) onde diz que, por ser bastante  numerosa na ilha da Queimada Grande, elas foram colocadas lá para proteger um suposto tesouro. A respeito da jararaca de Alcatrazes não existe um mito específico, talvez pelo fato de ser uma espécie com pouco conhecimento popular por estar limitada à ilha de Alcatrazes.